# Psychosis
Psychosis este un film de groază britanic produs de Reg Traviss și lansat în 2010 sub egida Lions Gate Entertainment, care-i are în rolurile principale pe Charisma Carpenter, Ricci Harnett și Paul Sculfor.
Filmul este o refacere a episodului "Dreamhouse" din filmul antologie Screamtime.

## Actori
- Charisma Carpenter este Susan
- Paul Sculfor este David
- Ricci Harnett este Peck
- Justin Hawkins este Josh
- Ty Glaser este Emily
- Bernard Kay este Reverendul Swan
- Richard Raynesford este  Charles
- Sean Chapman este  Detectivul Sergeant
- Katrena Rochell este  Helena
- Slaine Kelly este Kirsty
- Axelle Carolyn este Michele
- Josh Myers este Snake